# Гірська Річка
Гі́рська Річка (рос. Горская Речка) — присілок у складі Слободського району Кіровської області, Росія. Входить до складу Ленінського сільського поселення.
Населення становить 61 особа (2010, 80 у 2002).
Національний склад станом на 2002 рік — росіяни 89 %.